# Imperial Custom

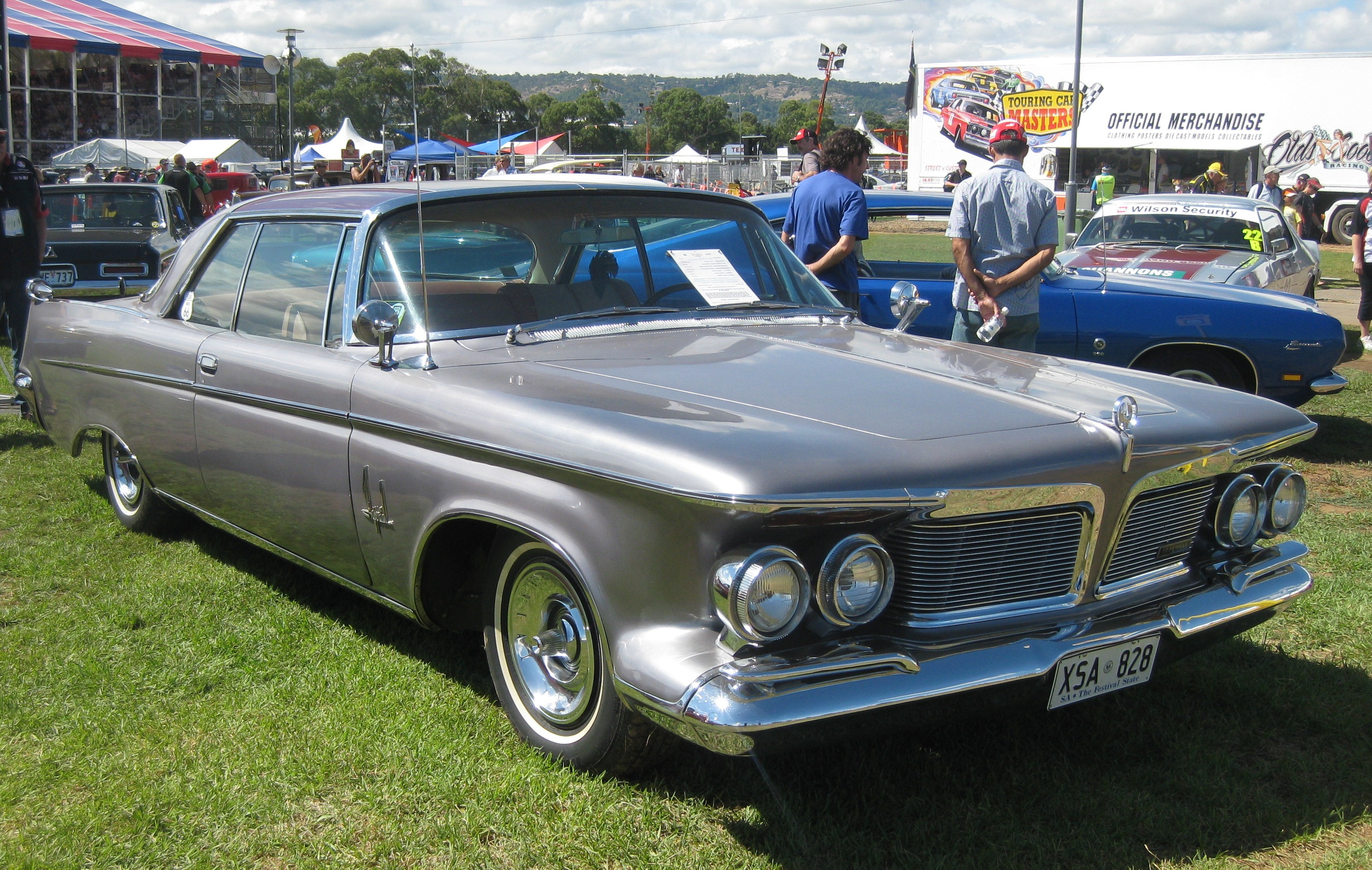
Imperil Custom Southampton Hardtop Coupe (1962)

Der Imperial Custom war eine Baureihe der zum Chrysler-Konzern gehörenden US-amerikanischen Automobilmarke Imperial. Sie wurde von 1957 bis 1963 angeboten und stellte in dieser Zeit das Einstiegsmodell der Oberklassemarke dar.

## Hintergrund
Zu Beginn der 1950er-Jahre war der Chrysler-Konzern viergleisig aufgestellt. Im gehobenen Marktsegment trat der Konzern mit der Marke Chrysler an, darunter waren die Marken Dodge, DeSoto und Plymouth positioniert. Anders als General Motors und Ford hatte Chrysler zu dieser Zeit keine eigenständige Marke in der Oberklasse. Dieses Segment wurde stattdessen mit hochwertig ausgestatteten Varianten der Chrysler-Fahrzeuge bedient, die unter der seit 1926 verwendeten Modellbezeichnung Chrysler Imperial verkauft wurden. Die Zugehörigkeit dieser Modelle zum Massenhersteller Chrysler wirkte sich verkaufshindernd aus, weil dem Namen Chrysler weniger Strahlkraft beigemessen wurde als etwa Cadillac oder Lincoln. Deshalb machte Chrysler ab 1955 Imperial zu einer eigenständigen fünften Marke im Konzern. In der ersten Modellgeneration trat Imperial mit Einheitsmodellen an; die Fahrzeuge hießen 1955 und 1956 lediglich Imperial Coupé und Imperial Sedan.
Mit dem Wechsel zur zweiten Modellgeneration diversifizierte Imperial die Modellpalette nominell. Ab 1957 enthielt das Programm drei verschiedene Baureihen. Der Imperial Custom war das Basismodell, das zum niedrigsten Preis angeboten wurde. Das mittlere Modell war der Imperial Crown, und die Spitzenversion trug die Bezeichnung Imperial LeBaron. Bei den werksinternen Codes, die jährlich wechselten, kennzeichnete ab 1958 der Zusatz „L“ (für „low“) die Custom-Baureihe; im ersten Modelljahr wurde die Ziffer 1 als Differenzierungskriterium verwendet. Alle drei Baureihen waren äußerlich und technisch weitestgehend identisch. Sie unterschieden sich lediglich durch die Ausstattung und – im Fall des LeBaron – ab 1960 auch durch die Form der hinteren Dachpartie. Als Imperial 1964 eine dritte Modellgeneration auflegte, wurde der Custom eingestellt. Einstiegsmodell war daraufhin der Imperial Crown.

## Modellbeschreibung
Die Imperial Custom der Jahre 1957 bis 1963 erhielten nahezu jährlich eine überarbeitete Karosserie. Ungeachtet dessen werden die Autos dieser Zeitspanne in der Automobilliteratur vielfach einer gemeinsamen Modellfamilie zugerechnet, weil die Technik unter dem Blech weitestgehend unverändert blieb.
Von 1957 bis 1960 waren die Imperial Custom technisch mit den Full-Size-Modellen der anderen Chrysler-Marken (z. B. Chrysler New Yorker) identisch. Sie nutzten das gleiche Chassis und hatten eine von Virgil Exner entworfene Karosserie, die nach dem sogenannten Forward Look gestaltet war. Sie hatte anfänglich sehr schlichte Linien, galt nach zwei Überarbeitungen 1959 aber bereits als „überdekoriert“. und entwickelte sich ab 1961 zu einem je nach Quelle klassisch bzw. veraltet aussehenden Fahrzeug. Die Custom-Modelle wurden als zweitürige Southampton Hardtop Coupés und als viertürige Southampton Hardtop-Limousinen angeboten mit zwei Seitenfenster und ohne Mittelpfosten. Von 1957 bis 1960 gab es zusätzlich viertürige Sedans mit Mittelpfosten und drei Seitenfenstern. Ein Cabriolet gab es in der Custom-Reihe nicht; die offene Version wurde ausschließlich in der Crown-Linie angeboten.
Wie alle anderen Imperial-Modelle auch, verwendete der Custom von 1957 bis 1963 einen „gewöhnlichen“ Kastenrahmen, mit dem die Karosserie verschraubt war. Als Antrieb dienten die jeweils größten Achtzylindermotor des Chrysler-Konzerns mit 6.423 cm³ (392 Kubikzoll) Hubraum und 325 Netto-PS (SAE) (1957 und 1958) bzw. 6.767 cm³ (413 Kubikzoll) 340 bis 350 Netto-PS (SAE) (ab 1959).
Imperials Custom-Modelle kosteten 1957 ungefähr 4.800 US-$; im letzten Produktionsjahr war der Preis auf 5058 US-$ unter für ein Hardtop Coupé und 5.243 US-$ für einen Hardtop Sedan gestiegen. Damit lagen die Custom-Modelle etwa 500 US-$ unter denen der mittleren Imperial Crown und 1.500 US-$ unter denen er exklusiven Imperial LeBaron.

## Produktion
Die Custom-Reihe war anfänglich die erfolgreichste der drei Modellreihen. Im Einführungsjahr deckte sie mehr als die Hälfte der gesamten Imperial-Produktion ab. Später setzte sich die Crown-Reihe, in der zusätzlich ein Cabriolet angeboten wurde, vor die Customs.
| Produktionszahlen           | Produktionszahlen | Produktionszahlen    | Produktionszahlen                | Produktionszahlen                | Produktionszahlen      | Produktionszahlen    |                      |
| Generation                  | Modelljahr        | Werkscode            | Custom Southampton Hardtop Coupé | Custom Southampton Hardtop Sedan | Custom Four Door Sedan | Summe                |                      |
| --------------------------- | ----------------- | -------------------- | -------------------------------- | -------------------------------- | ---------------------- | -------------------- | -------------------- |
| Erste Generation 1955–1956  | 1955–1956         | kein Imperial Custom | kein Imperial Custom             | kein Imperial Custom             | kein Imperial Custom   | kein Imperial Custom | kein Imperial Custom |
| Zweite Generation 1957–1963 | 1957              | IM1-1                | 4885                             | 7527                             | 5654                   | 18.066               |                      |
| Zweite Generation 1957–1963 | 1958              | LY1-L                | 1801                             | 3336                             | 1926                   | 7.063                |                      |
| Zweite Generation 1957–1963 | 1959              | MY1-L                | 1743                             | 3984                             | 2071                   | 7.798                |                      |
| Zweite Generation 1957–1963 | 1960              | PY1-L                | 1498                             | 3953                             | 2335                   | 7.786                |                      |
| Zweite Generation 1957–1963 | 1961              | RY1-L                | 889                              | 4129                             | –                      | 5.018                |                      |
| Zweite Generation 1957–1963 | 1962              | SY1-L                | 826                              | 3587                             | –                      | 4.413                |                      |
| Zweite Generation 1957–1963 | 1963              | TY1-L                | 749                              | 3264                             | –                      | 4.013                |                      |